# Кобелев, Валерий Владимирович
Валерий Владимирович Кобелев (род. 4 марта 1973 года в Калуге, Россия) — российский прыгун с трамплина и двоеборец. Участник трех Олимпиад.

## Карьера
Карьеру спортсмена Валерий Кобелев начал с двоеборья. На Зимних Олимпийских играх 1994 года в Лиллехаммере он участвовал в гонке по системе Гундерсена, где занял 48 место, и в эстафете в составе команды России, в которой российская сборная заняла 12 место.
После Олимпийских Игр-1994 года спортсмен перешёл в прыжки на лыжах с трамплина. Его дебют в Кубке Мира по прыжкам состоялся 1 февраля 1995 года в финском Куопио, где россиянин занял 48 место. Первые очки в общий зачет Кубка Мира Валерий получил в ноябре 1997 года в Лиллехамере, показав девятый результат.
Участвовал в Зимних Олимпийских играх в Нагано. Занял 35 место на большом трамплине, 54 место на среднем трамлине и 9 место в командном соревновании вместе с Николаем Петрушином, Артуром Хамидулиным, Александром Волковым.
В 1999 году произошло страшное падение Кобелева. На скорости под 105 км/ч на полётном трамплине в Планице Валерий потерял равновесие после отталкивания от стола отрыва из-за сильного ветра и разбился головой о гору приземления. После в бессознательном состоянии скатился по склону приземления. Несколько месяцев прыгун был в искусственной коме, но быстро пришёл в себя. Спустя год после страшного падения Валерий Кобелев стартовал на этапе Кубка Мира в финском Куопио и занял 22 место.
Самый успешный сезон в карьере россиянина — 2001/2002. Он занял 21 место в общем зачете Кубка мира и установил лучший результат в своей истории — занял 5 место в японском Саппоро. Олимпийские Игры в Солт-Лейк-Сити в феврале 2002 года принесли Валерию следующие результаты: 17 место на большом трамплине и 29 место на среднем трамплине.
Однако после успеха в его карьере наступил спад. После января 2003 года Кобелев долгое время не принимал участия в соревнованиях Кубка Мира. Лишь в феврале 2006 года он стартовал в немецком Виллингене. 4 февраля в личных соревнованиях занял 47 место, 5 февраля — командном турнире в составе сборной России стал десятым. Первая попытка в командном соревновании стала последним официальным прыжком Валерия в Кубке Мира.
Мастер спорта России международного класса в прыжках на лыжах с трамплина.